# Volksbank Rhein-Lahn
Die Volksbank Rhein-Lahn eG war eine Genossenschaftsbank mit Hauptsitz in Diez.

## Geschichte
Die Volksbank Lahnstein, die Volksbank Diez-Nastätten und die Raiffeisenbank Lahnstein fusionierten 1999 im Rhein-Lahn-Kreis zur Volksbank Rhein-Lahn eG. Im August 2016 fusionierte die Volksbank Rhein-Lahn erneut, diesmal mit der Vereinigten Volksbank Limburg zur Volksbank Rhein-Lahn-Limburg, deren Hauptsitz ebenfalls in Diez bleibt.

### Volksbank Lahnstein
Die ersten Gedanken, auch in Oberlahnstein und Niederlahnstein einen Vorschussverein unter dem Namen »Volksbank« zu gründen, reichen bis in das Jahr 1863 zurück. Am 19. Juni 1876 berichtete der Lahnsteiner Anzeiger, dass die letzte Versammlung der hiesigen Einwohner zur Gründung einer Volksbank mit lebhaftem Interesse aufgenommen wurde und dass die Einrichtung des Institutes gesichert erschien. An dieser Versammlung nahmen maßgebende Persönlichkeiten der Gemeinde Oberlahnstein teil. Die Namen der Gründer, sind nicht mehr bekannt, auch fehlen Unterlagen über die ersten Jahre der geschäftlichen Tätigkeit. Auch die ersten Eintragungen im Genossenschaftsregister des königlichen Amtsgerichtes von Lahnstein gingen verloren. Dort gefundene Aufzeichnungen beginnen mit dem Jahr 1889.
Die älteste noch vorhandene und gedruckte Bilanz stammt aus dem Jahre 1896. Sie weist eine Bilanzsumme von 170.454 Mark aus. Die Anzahl der Mitglieder betrug 400. In ersten Beschreibungen, Veröffentlichungen sowie verschiedenen Aufrufen war immer die Rede von einem »Verein«. Nach Inkrafttreten des ersten deutschen Genossenschaftsgesetzes vom 1. Mai 1889 wurde die Rechtsform der eingetragenen Genossenschaft mit unbeschränkter Haftpflicht gewählt. Dadurch festigte sich das Vertrauen der Einleger und es begann ein langsames aber stetiges Wachstum. Im Jahr 1918 erfolgte dann die Umwandlung des Institutes in eine eingetragene Genossenschaft mit beschränkter Haftung.
In den ersten Jahrzehnten lag die Leitung der Genossenschaft in den Händen ehrenamtlicher Vorstandsmitglieder, die sich erfolgreich bemühten, die Gedanken der Selbsthilfe und Selbstverantwortung zu praktizieren. Die Jahre 1914 bis 1918 (Erster Weltkrieg) unterbrachen dann die normale Weiterentwicklung. Die Inflation in den 1920er Jahren bescherte vielen Bürgern Verluste. Das in Sachwerten angelegte Vermögen konnte teilweise erhalten werden, Kapitalvermögen wurde nahezu vernichtet. Von dieser Entwicklung blieb auch die Bank nicht verschont, denn das in den Vorjahren angesammelte Betriebsvermögen ging ebenfalls fast vollständig verloren. Der Zweite Weltkrieg, nach einer kurzen wirtschaftlichen Erholungsphase, brachte erneut starke Belastungen und schließlich den Zusammenbruch des Staates. Am 21. Juni 1948 wurde die Währungsreform verkündet. Die D-Mark kam und mit ihr die soziale Marktwirtschaft.

### Volksbank Diez-Nastätten
Entsprechend dem Beispiel Schulze-Delitzschs und Friedrich Wilhelm Raiffeisens wurden überall im Lande in der Mitte des 19. Jahrhunderts zum Zwecke der Selbsthilfe Genossenschaften gegründet. Auch in Diez, Nastätten, Holzappel gründeten Bürger Vorschussvereine (der Rechtsvorgänger der Volksbank Diez-Nastätten) nach dem System Schulze-Delitzschs. Genaue Gründungsdaten oder die Namen der Gründer sind nicht überliefert. Aus einem Bericht des Rheinischen Kurier vom Freitag, dem 23. Mai 1862 kann man schließen, dass der Vorschuss- und Kreditverein in Nastätten bereits 1861 gegründet wurde.

## Geschäftsgebiet
Geschäftsstellen der Volksbank Rhein-Lahn eG fand man  im Rhein-Lahn-Kreis in den Verbandsgemeinden Diez, Bad Ems, Braubach, Hahnstätten, Loreley, Katzenelnbogen, Nassau, Nastätten und der Stadt Lahnstein.